# Kukeč
Kukeč este o localitate din comuna Gornji Petrovci, Slovenia, cu o populație de 63 de locuitori.